# 甲斐小泉車站

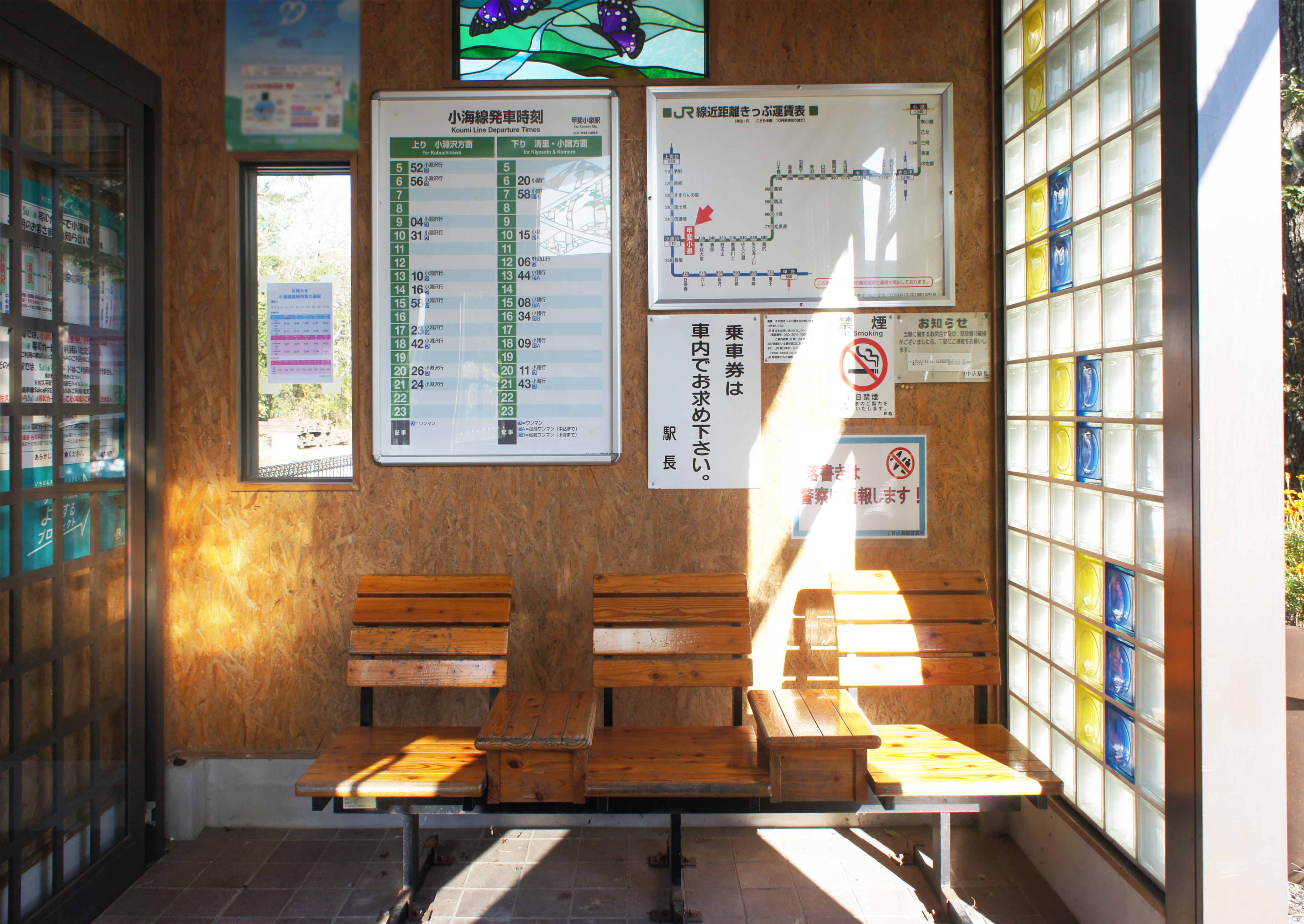
候車室内(2021年10月)

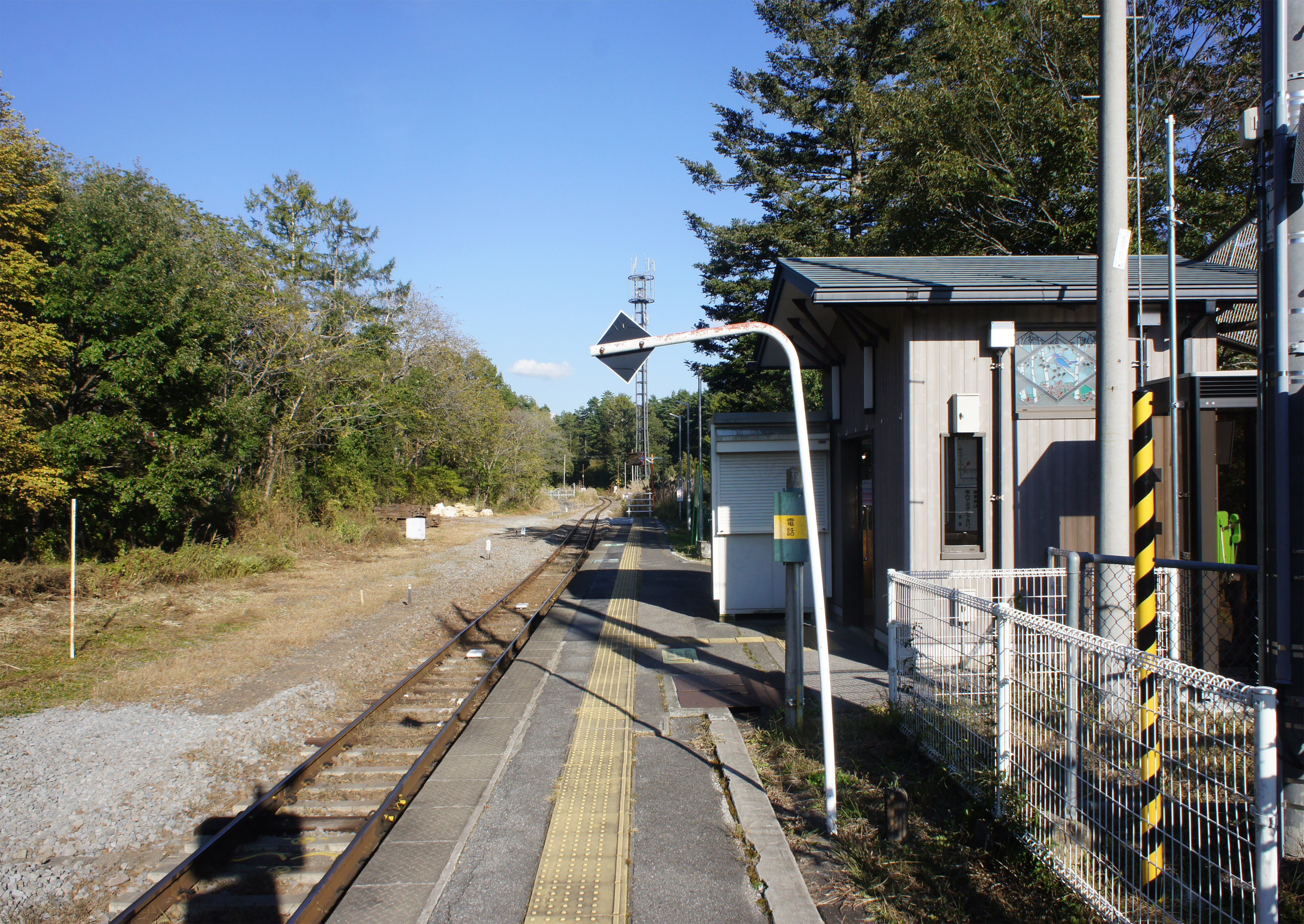
月台(2021年10月)

甲斐小泉車站 （日语：／ Kai-koizumi eki */?）是由東日本旅客鐵道（JR東日本）所經營的鐵路車站，位於日本山梨縣北杜市，是JR東日本小海線沿線的無人車站。以高海拔路線而聞名的小海線沿線有許多高度在JR車站中名列前茅的車站，甲斐小泉就屬於其中之一，以1,044公尺的海拔高度名列JR集團旗下所有車站中的第七名。在管理劃分上，甲斐小泉車站是由JR東日本長野支社負責管轄。
甲斐小泉車站的站名源自甲斐國（山梨縣在令制國時代的舊稱）與北巨摩郡小泉村（已併入北杜市的舊行政區）。由於位在八岳（八ヶ岳）的半山腰上，車站周遭雖然只有零星的民家散佈著，但有不少如民宿一類的旅行與觀光設施。除此之外，一出車站可以見到以紀念已故畫家平山郁夫的名義設立的平山郁夫絲路美術館（平山郁夫シルクロード美術館），有著以紡織品為主、數量豐富的館藏。
在車站西南方約500公尺處，可以見到被稱為「三分一湧水」的自然湧泉，是八岳南麓高原湧水群其中的一個源頭。三分一湧水與其他位在八岳南麓的泉水在1985年時，共同被選為名水百選之一。

## 車站結構
站內設有一對對向式月台共兩條乘車線，二者之間是以站內人行平交道互相連結。本站設有一座造型非常新穎的小型站房，其上的站名招牌完全沒有書寫任何日文假名或漢字，而是以羅馬拼音的方式拼寫站名，是非常少見的設計方式。月台上的站名標示牌仍維持日本國有鐵道時期的設計樣式，迥異於現今大多數JR車站。

### 月台配置
| 月台       | 路線    | 方向 | 目的地         |
| ---------- | ------- | ---- | -------------- |
| （站舍側） | ■小海線 | 上行 | 往小淵澤       |
| （對側）   | ■小海線 | 下行 | 小海、小諸方向 |

（來源：JR東日本:車站構內圖 （页面存档备份，存于））

## 歷史
- 1933年7月27日：隨國鐵小海南線小淵澤至清里間的路段通車，本站啟用[3]。
- 1987年4月1日：國鐵分割民營化，由JR東日本繼承。

## 使用情況
1日平均上車人次（山梨縣統計年鑑的數值除以365日）如下表。
| 年度               | 1日平均上車人次 | 來源   |
| ------------------ | --------------- | ------ |
| 1998年（平成10年） | 26              |        |
| 1999年（平成11年） | 25              |        |
| 2000年（平成12年） | 22              | [ 4 ]  |
| 2001年（平成13年） | 18              | [ 5 ]  |
| 2002年（平成14年） | 21              | [ 6 ]  |
| 2003年（平成15年） | 17              | [ 7 ]  |
| 2004年（平成16年） | 18              | [ 8 ]  |
| 2005年（平成17年） | 19              | [ 9 ]  |
| 2006年（平成18年） | 15              | [ 10 ] |
| 2007年（平成19年） | 18              | [ 11 ] |
| 2008年（平成20年） | 22              | [ 12 ] |
| 2009年（平成21年） | 23              | [ 13 ] |
| 2010年（平成22年） | 22              | [ 14 ] |

## 相鄰車站
東日本旅客鐵道
■小海線
小淵澤－甲斐小泉－甲斐大泉

## 外部連結
- 車站資訊（甲斐小泉）：東日本旅客鐵道

35°52′46.62″N 138°21′34.99″E / 35.8796167°N 138.3597194°E